# Asesinato de Khodanur Lojei
El 2 de octubre de 2022, durante la masacre de Zahedán de 2022, el manifestante iraní de Zahedán Khodanur Lojei o Lajai (en persa: خدانور لجه‌ای; 2 de octubre de 1995 - 2 de octubre de 2022), fue asesinado durante la masacre de Zahedán de 2022, una de las protestas de Mahsa Amini. Una foto de él con las manos atadas al asta de una bandera y una botella de agua colocada frente a él (pero fuera de su alcance) se ha convertido en uno de los símbolos de las actuales protestas en Irán.

## Víctima
Khodanur Lojei o Lajai (en persa: خدانور لجه‌ای; 2 de octubre de 1995 - 2 de octubre de 2022) fue un manifestante iraní de Zahedán, que fue asesinado durante la masacre de Zahedán de 2022, una de las protestas de Mahsa Amini. Una foto de él con las manos atadas al asta de una bandera y una botella de agua colocada frente a él (pero fuera de su alcance) se ha convertido en uno de los símbolos de las actuales protestas en Irán.

## Asesinato
Lojei murió el 2 de octubre de 2022, por una herida de bala en el riñón, durante un período de protestas masivas en Irán. Se difundió una foto viral de un hombre atado a un asta de bandera, siendo torturado por la República Islámica porque la botella de agua estaba fuera de alcance.
La Agencia de Noticias de la República Islámica (IRNA) y otros medios de comunicación iraníes informaron que el hombre en el poste era Lajahi, un ladrón y criminal afgano encarcelado. También afirman que su verdadero nombre es Sadegh Kebadani. Algunas agencias de noticias iraníes como Mashregh News han afirmado que la imagen del hombre atado al asta de la bandera es posiblemente el cantante baluchi Bilal Nasravi.
BBC Persian y otras agencias de noticias informaron que Lojei era un manifestante que murió durante la masacre de Zahedán en 2022, atado a un poste. Lojei era baluchi y de religión sunita, que son dos grupos minoritarios. La foto de él atado al asta de la bandera documentó las injusticias del gobierno, lo que amplificó la protesta pública. Como resultado, se convirtió en un símbolo, en parte, de la discriminación étnica y la desigualdad de clases en Irán.

## Reacciones
En noviembre de 2022, ciudades de todo Irán se reunieron en protestas y huelgas en respuesta a la masacre de Zahedán de 2022 y la muerte de Lojei, cuyo nombre fue coreado durante los acontecimientos de Teherán. Las ciudades que presenciaron estas protestas a nivel nacional incluyeron Teherán, Tabriz, Mahabad, Bukan, Saqqez y Baneh.
En Sanandaj, en la Universidad de Kurdistán, un nutrido grupo de estudiantes manifestantes representaron una recreación de Lojei en el poste, antes de ser atacados por tropas de la República Islámica, utilizando la actuación como forma de protesta y duelo. En el Museo de Arte del Condado de Los Ángeles (LACMA), los manifestantes masivos fueron encabezados por una actuación de Mediseh Bathaie, donde fueron atados a las farolas de la instalación artística Urban Light (2008) de Chris Burden en honor al 40 aniversario. día desde la muerte de Lojei. Es costumbre en el Islam chiita marcar el cuadragésimo día de luto.
En Berlín, los manifestantes se vistieron con ropa tradicional baluchi para honrar la memoria de Lojei durante las protestas de solidaridad en curso. Se llevaron a cabo eventos internacionales en Bangalore, Amherst y Los Ángeles, donde los manifestantes se encerraron en una farola tras la muerte de Lojei. Además, se utilizaron imágenes del rostro de Lojei en carteles de protesta.
En Chicago, los artistas crearon una escultura en homenaje a Lojei hecha de hielo que se exhibe en el Instituto de Arte de Chicago.
En 2023, el artista israelí Benzi Brofman creó un mural en Nazaret en apoyo a los manifestantes iraníes, que incluía ilustraciones de 15 víctimas, entre ellas Khodanur Lojei.